# Geger Wedi
Geger Wedi är en kulle i Indonesien.   Den ligger i provinsen Jawa Tengah, i den västra delen av landet, 270 km öster om huvudstaden Jakarta. Toppen på Geger Wedi är 84 meter över havet.
Terrängen runt Geger Wedi är platt åt nordväst, men åt sydost är den kuperad.Runt Geger Wedi är det mycket tätbefolkat, med 1 573 invånare per kvadratkilometer. Närmaste större samhälle är Tegal, 13,7 km nordväst om Geger Wedi. Omgivningarna runt Geger Wedi är en mosaik av jordbruksmark och naturlig växtlighet.